# Oscar Landi
Oscar Landi (Buenos Aires, 28 de agosto de 1939 - 6 de abril de 2003) fue un politólogo e investigador argentino en política, cultura y comunicación, uno de los más respetados de su generación.
Estudió filosofía en la Universidad de Buenos Aires y fue militante del Partido Comunista Argentino. Luego se acercó al peronismo. Obtuvo su diploma en 1970. Durante la dictadura de Videla estuvo exiliado en Brasil. En 1988 se doctoró en Ciencias Políticas en la Universidad de São Paulo (Brasil).
Fue profesor titular en la Universidad de Buenos Aires y en el CEDES.
En 1997 recibió en Buenos Aires el Premio Konex en Comunicación y Periodismo.

## Obra
- Landi, O. (1981): Crisis y lenguajes políticos. Buenos Aires: CEDES.
- Landi, O. (1985): El discurso sobre lo posible: la democracia y el realismo político. Buenos Aires: CEDES.
- Landi, O. (1987): Medios transformación cultural y política. Buenos Aires: Legasa.
- Landi, O. (1988): Reconstrucciones. Las nuevas formas de la cultura política. Buenos Aires: Punto Sur.
- Landi, O. (1990): Perfiles de la Argentina político-cultural. Buenos Aires: Hymanitas.
- Landi, O. (1992): Devórame otra vez: qué hizo la televisión con la gente, qué hace la gente con la televisión. Buenos Aires: Planeta. ISBN 950-742-221-8.